# Eriopyga blanduja
Eriopyga blanduja är en fjärilsart som beskrevs av Paul Dognin 1897. Eriopyga blanduja ingår i släktet Eriopyga och familjen nattflyn. Inga underarter finns listade i Catalogue of Life.